# Shine Wrestling
Shine Wrestling, también conocida como SHINE WRESTLING o SHINE, es una empresa femenina de lucha libre profesional estadounidense independiente en Ybor City, Florida. Es la hermana de la empresa Shimmer Women Athletes y transmite eventos en Internet pay-per-view (iPPV).

## Historia
Shine fue creado como la empresa de Shimmer Women Athletes, y se estableció por Sal Hamaoui en 2012. Se llevó a cabo su primer evento Shine 1 el 20 de julio de 2012.  Sal Hamaoui es los agentes de reserva para la empresa.
La compañía celebra sus eventos en The Orpheum en Ybor City, Florida.
En 2015, WWNLive abrió su propio centro de entrenamiento en Trinity, Florida, llamado "World Wrestling Network Academy", que Shine comparte con Dragon Gate USA, Evolve y Full Impact Pro. 
El 24 de octubre de 2016, WWNLive y FloSports anunciaron un nuevo servicio de transmisión, que albergaría eventos organizados por las empresas de WWNLive, incluido Shine.

## Campeonatos
| SHINE WRESTLING             | SHINE WRESTLING                             | SHINE WRESTLING | SHINE WRESTLING          | SHINE WRESTLING | SHINE WRESTLING                         | SHINE WRESTLING          |
| Campeonato                  | Campeona Vigente                            | Reinado         | Fecha                    | Días            | Show / Evento                           | Último Ex-Campeona       |
| --------------------------- | ------------------------------------------- | --------------- | ------------------------ | --------------- | --------------------------------------- | ------------------------ |
| Shine Championship          | Ivelisse                                    | 4               | 12 de diciembre de 2021  | 1185+           | Shine 70                                | Natalia Markova          |
| Shine Nova Championship     | The Woad                                    | 1               | 14 de noviembre de 2021  | 1213+           | Shine 68                                | Natalia Markova          |
| Shine Tag Team Championship | The Hex (Allysin Kay (1) & Marti Belle (3)) | 1               | 19 de septiembre de 2021 | 1269+           | WWN Supershow: Battle Of The Belts 2021 | Kimber Lee & Stormie Lee |